# Sierra Leone National Premier League
Sierra Leone National Premier League is de in 1980 opgerichte nationale voetbalcompetitie van Sierra Leone, georganiseerd door de Sierra Leone Football Association. East End Lions en Mighty Blackpool zijn de succesvolste clubs met ieder elf titels.
Vanwege de Ebola-uitbraak in West-Afrika in 2014 werd de lopende competitie afgebroken, de competities van de daarop volgende jaren 2015, 2016, 2017 en 2018 werden niet gespeeld.

## Clubs 2013/14
| Club                | Stad     |
| ------------------- | -------- |
| Anti Drugs Strikers | Newton   |
| Bo Rangers          | Bo       |
| Central Parade      | Freetown |
| Diamond Stars       | Koidu    |
| East End Lions      | Freetown |
| Freetown City FC    | Freetown |
| Gem Stars FC        | Tongo    |
| FC Johansen         | Freetown |
| Kallon FC           | Freetown |
| Kamboi Eagles       | Kenema   |
| Mighty Blackpool    | Freetown |
| Old Edwardians FC   | Freetown |
| Ports Authority     | Freetown |
| RSLAF FC            | Makeni   |

## Kampioenen
* 1991: competitie afgebroken, Blackpool als kampioen aangewezen

## Titels per club
| Titels | Club                                 | Plaats   | Jaren                                                            |
| ------ | ------------------------------------ | -------- | ---------------------------------------------------------------- |
| 11     | Mighty Blackpool                     | Freetown | 1968, 1974, 1978, 1979, 1988, 1991, 1995, 1996, 1998, 2000, 2001 |
| 11     | East End Lions                       | Freetown | 1977, 1980, 1985, 1992, 1993, 1994, 1997, 1999, 2005, 2009, 2010 |
| 04     | Kallon FC inclusief Sierra Fisheries | Freetown | 1982, 1986, 1987, 2006                                           |
| 03     | Real Republicans                     | Freetown | 1981, 1983, 1984                                                 |
| 03     | Ports Authority                      | Freetown | 1973, 2008, 2011                                                 |
| 02     | Diamond Stars                        | Koidu    | 2012, 2013                                                       |
| 01     | Freetown United                      | Freetown | 1989                                                             |
| 01     | Old Edwardians                       | Freetown | 1990                                                             |